# Chloe Dykstra
Chloe Frances Dykstra (Los Ángeles; 15 de septiembre de 1988) es una actriz y modelo estadounidense. Produce y copresenta una serie web Just Cos para el canal de YouTube Nerdist Industries y es miembro del elenco de la serie de SyFy Heroes of Cosplay. También es una periodista freelance de videojuegos para un gran número de páginas web. Fue presentada en un artículo del Daily Dot por su foto parodio de las fotografías Me and My Place. Es la hija de John Dykstra.

## Cosplay
Mucho tiempo antes de unirse el equipo de cosplayers en Heroes of Cosplay, Chloe Dykstra hizo y exhibió una gran variedad de personajes cosplay.  Entre los personajes de incluyen los personajes de videojuegos como Lara Croft de Tomb Raider, Aela the Huntress de Skyrim, GLaDOS  de Portal y Elizabeth de Bioshock. Ha hecho cosplay también como Minecraft, Clara Oswald de Doctor Who, y fem 11.º Doctor. También se ha disfrazado como la superestrella de la WWE Triple H en un vídeo de YouTube realizado por Max Landis titulado "Wrestling Isn't Wrestling".